# Grande Andamão
Grande Andamão ou Grandes Andamão é o principal arquipélago das Ilhas Andamão, ilhas da Índia situadas no mar de Andamão. Inclui cinco ilhas principais: de norte para sul, são Andamão do Norte, Andamão do Meio, Ilha Interview, Andamão do Sul, Ilha Baratang e Ilha Rutland.
A sul fica a ilha Pequena Andamão, separada pela passagem Duncan.